# Polytaxis
Polytaxis Bunge, 1843 è un genere di piante erbacee angiosperme dicotiledoni  della famiglia delle Asteraceae.

## Descrizione
L'aspetto di queste piante è erbaceo prive di spine.
Le foglie, intere, hanno delle forme ellittiche e una consistenza carnosa; la superficie è villoso-ghiandolosa.
Le infiorescenze sono composte da capolini solitari o in raggruppamenti corimbosi lassi. I capolini, omogami, contengono solo fiori tubulosi e sono formati da un involucro a forma più o meno cilindrica composto da brattee (o squame) all'interno delle quali un ricettacolo fa da base ai fiori. Le squame dell'involucro, di tipo fogliaceo, sono disposte su più serie in modo embricato. Il ricettacolo a protezione della base dei fiori è provvisto di alcune setole.
I fiori tubulosi sono tetra-ciclici (ossia sono presenti 4 verticilli: calice – corolla – androceo – gineceo) e pentameri (ogni verticillo ha 5 elementi). I fiori sono ermafroditi e actinomorfi.
- Formula fiorale:

- /x K {\displaystyle \infty }, [C (5), A (5)], G 2 (infero), achenio

- Calice: i sepali del calice sono ridotti ad una coroncina di squame.
- Corolla: la corolla, con lobi corti, in genere è colorata di rosa.
- Androceo: gli stami sono 5 con filamenti liberi, glabri e distinti, mentre le antere, provviste di appendici, sono saldate in un manicotto (o tubo) circondante lo stilo.[7]
- Gineceo: lo stilo è filiforme;  gli stigmi dello stilo sono due divergenti. L'ovario è infero uniloculare formato da 2 carpelli.

Il frutto è un achenio con un pappo. Gli acheni sono più o meno cilindrici o leggermente oblunghi con superficie solcata (i solchi sono crenato-papillosi). Un ciuffo di peli è presente all'apice del frutto. Il pericarpo dell'achenio possiede delle sclerificazioni radiali spesso provviste di protuberanze. Il pappo formato da setole è inserito su una piastra apicale all'interno di una anello di tessuto parenchimatico. Le setole sono disposte su due serie persistenti: la serie interna è piumosa e due volte più lunga di quella esterna formata da setole lisce.

## Biologia
- Impollinazione: l'impollinazione avviene tramite insetti (impollinazione entomogama).
- Riproduzione: la fecondazione avviene fondamentalmente tramite l'impollinazione dei fiori (vedi sopra).
- Dispersione: i semi cadendo a terra (dopo essere stati trasportati per alcuni metri dal vento per merito del pappo – disseminazione anemocora) sono successivamente dispersi soprattutto da insetti tipo formiche (disseminazione mirmecoria).

## Distribuzione e habitat
La distribuzione delle specie di questo genere è asiatica: Afghanistan, Tagikistan e Turkmenistan.

## Tassonomia
La famiglia di appartenenza di questa voce (Asteraceae o Compositae, nomen conservandum) probabilmente originaria del Sud America, è la più numerosa del mondo vegetale, comprende oltre 23.000 specie distribuite su 1.535 generi, oppure 22.750 specie e 1.530 generi secondo altre fonti (una delle checklist più aggiornata elenca fino a 1.679 generi). La famiglia attualmente (2021) è divisa in 16 sottofamiglie.
La tribù Cardueae (della sottofamiglia Carduoideae) a sua volta è suddivisa in 12 sottotribù (la sottotribù Saussureinae è una di queste).

### Filogenesi
Le specie di questo genere in precedenti trattamenti erano descritte all'interno del gruppo informale (provvisorio da un punto di vista tassonomico) "Jurinea-Saussurea Group". In questo gruppo erano descritti principalmente quattro generi: Dolomiaea, Jurinea, Polytaxis e Saussurea. In seguito ad ulteriori ricerche e analisi di tipo filogenetico, allorquando il gruppo ha acquisito la sua denominazione definitiva di sottotribù, si sono aggiunti altri nuovi generi.
Nell'ambito della sottotribù questo genere occupa una posizione vicina al genere Saussurea; con quest'ultima forma un "gruppo fratello".

### Elenco delle specie
Le specie assegnate a questo genere sono 3:
- Polytaxis lehmannii Bunge, 1843 - Distribuzione: Afghanistan, Tagikistan e Turkmenistan
- Polytaxis pulchella  Rassulova & B.A.Sharipova, 1991 - Distribuzione: Tagikistan
- Polytaxis winkleri  Iljin, 1937 - Distribuzione: Tagikistan